# Psilocerea robusta
Psilocerea robusta är en fjärilsart som beskrevs av Claude Herbulot 1972. Psilocerea robusta ingår i släktet Psilocerea och familjen mätare. Inga underarter finns listade.